# Никлаус, Джек
Джек Уильям Никлаус (англ. Jack William Nicklaus, род. 21 января 1940, Колумбус), по прозвищу «Золотой медведь» — американский профессиональный игрок в гольф. Выиграл в общей сложности 18 крупных турниров за карьеру, 19 раз занимал вторые места и 9 — третьи на соревнованиях PGA Tour. Он по праву считается одним из величайших профессиональных игроков в гольф всех времен и народов. В числе первых попал в World Golf Hall of Fame — Зал мировой Славы гольфа (в 1974 году).

## Биография
Отец Джека был инженером. Он перенес травму лодыжки, и ему было предписано совершать пешие прогулки, так Никлаус-старший увлекся гольфом. Джек помогал отцу, выступая в качестве кедди, а вскоре и сам увлекся игрой в гольф. Очень скоро Джек стал игроком-любителем.
В 1959 году Никлаус впервые одержал победу на престижном чемпионате US Amateurs. Вторая победа на этом первенстве в 1961 году сделала из Никлауса гольфиста-профессионала. Годом позже он уже выигрывает US Open (всего он выигрывал этот турнир 4 раза, деля рекорд с Вилли Андерсоном, Бобби Джонсом-младшим и Беном Хоганом).
Джек Никлаус выиграл за свою карьеру 73 первенства PGA Тура и по этому показателю уступает лишь Сэму Сниду. В июне 2012 года Тайгер Вудс сравнялся с Никлаусом по числу побед.
Выступал на профессиональном уровне до 2005 года, закончив её 15 июля на Открытом чемпионате США в Сент-Эндрюсе (выступая там через несколько месяцев после смерти маленького, 17 месячного внука — сына сына Стивена).
По окончании карьеры занялся публицистикой, написал несколько учебных книг и автобиографию (Мy Story). Джек организовал фирму изготовления оборудования для гольфа Nicklaus, основанную в 1992. Оборудование для гольфа Nicklaus производит оборудование в трех брендах: Золотой Медведь, Джек Никлау Сигнэтьюр и Никлаус Премиум. Эти бренды разработаны, чтобы предназначаться для игроков в гольф на различных стадиях их игровых способностей.
В качестве архитектора Никлаус спроектировал ряд спортивных объектов. Например, 18-луночного поля «Целеево Гольф и Поло Клуб», где в сентябре 2010 года проходил турнир М2М Russian Challenge Cup.

## Достижения
- Он выиграл в сумме титулов американского Чемпионата мастеров — больше, чем любой другой гольфист — в 1963, 1965, 1966, 1972, 1975 и 1986.
- Господствовал в мире гольфа на протяжении 60-х и 70-х. Никлаус стал первым игроком, чьи призовые поднялись до отметки в $2 млн в 1973 году, а в 1986 в возрасте 46 лет, он стал самым возрастным игроком, который выиграл Чемпионат мастеров.
- Джек Никлаус и Уолтер Хэгэн (США) являются рекордсменами по наибольшему числу титулов победителя Открытого чемпионата США по гольфу — у каждого по 5 титулов. Уолтер Хэгэн выиграл в 1921 и 1924—1927, Джек Никлаус — в 1963, 1971, 1974, 1975 и 1980.